# 지양
지양(止揚) 또는 아우프헤벤(독일어: dialektische Aufhebung, Aufhebung, 영어: Aufheben, Aufhebung)은 독일의 철학자인 게오르크 빌헬름 프리드리히 헤겔이 변증법 중에서 제창한 개념. 드물지만 가끔씩 양기(揚棄)라고도 한다.

## 해설
독일어의 'aufheben'에는 폐기한다·부정한다는 의미와 보존한다·높인다는 2가지의 의미가 있어, 헤겔은 이 말을 이용해 변증법적 발전을 설명했다. 즉, 낡은 것이 부정되어 새로운 것이 나타날 때, 낡은 것이 전면적으로 버리고 가지므로 없고, 낡은 것이 가지고 있는 내용 중 적극적인 요소가 새롭고 높을 단계로서 보관 유지된다.
止&揚 = 揚&棄
止>揚, 揚<止
이와 같이, 변증법에서는 부정을 발전의 계기로서 파악하고 있어 후에 변증법적 유물론이 등장하면, '부정의 부정의 법칙' 혹은 '나사적 발전'으로서 자연이나 사회·사고의 발전의 과정에서 넓게 작용하고 있다고 주창되게 되었다.
한국어 사전 등에서는 다른 생각을 추렴하고 논의를 실시해, 그로부터 지금까지의 생각과는 다른 새로운 생각을 통합시켜 가는 것이라는 설명이 이루어지는 일이 있다.

## 같이 보기
- 안티테제(반정립)